# Região Geográfica Imediata de Acaraú
A Região Geográfica Imediata de Acaraú é uma das dezoito regiões imediatas do estado brasileiro do Ceará, e uma das quatro regiões imediatas que compõem a Região Geográfica Intermediária de Sobral e uma das 509 regiões imediatas no Brasil, criadas pelo IBGE em 2017.
É composta por seis municípios, sendo que mais populoso é Acaraú.

## Municípios
- Acaraú
- Bela Cruz
- Cruz
- Itarema
- Jijoca de Jericoacoara
- Marco